# كريستيان بولتون
كريستيان بولتون (بالإسبانية: Cristian Bolton)‏ هو طيار تشيلي، ولد في 10 أكتوبر 1973 في بويرتو مونت في تشيلي.

## وصلات خارجية
- الموقع الرسمي